# Пожар в Скопье (1689)
В 1689 году австрийский генерал Энеа Сильвио Пикколомини возглавил армию, которой было поручено завоевать Косово, Боснию и Македонию. Это было контрнаступление против Османской империи после турецкой кампании 1683 года, в ходе которой они почти захватили Вену. Но в то время Скопье поразила эпидемия холеры, и Пикколомини приказал поджечь город, чтобы остановить эпидемию. 25 октября 1689 года Скопье был подожжён на два дня. Многие дома и магазины сгорели дотла, но эпидемия не остановилась. Сам генерал Пикколомини также заразился холерой и вскоре умер.

## Причины возгорания
Хотя многие источники утверждают, что причиной пожара в Скопье стала эпидемия холеры, другие считают, что это была месть за осаду Вены в 1683 году. Кроме того, Пикколомини был зол на то, что он обнаружил город полностью эвакуированным и заброшенным, и даже подумал, что это засада.

Вот что Пикколомини написал незадолго до того, как поджёг город: 
Скопье — большой город, не намного меньше Праги и не такой большой, как она есть. Я нашел его заброшенным, без ценностей, богато снабженным продуктами. Те немногие, что остались, в страхе ходят по улицам. Мне жаль, что здания, которых я никогда раньше не видел, мечети из красивейших мраморных и золотых украшений, на которые я бы обратил внимание в Риме, прекрасные древности и сады, я должен предать пламени.

## Последствия для Скопье
Ужасный пожар, причиненный австрийской армией 25 октября 1689 года под руководством генерала Пикколомини, жестоко прервал молниеносное процветание города. Остались только каменные здания, крепость Кале, несколько мечетей, церкви Св. Димитрия и Св. Спаса, а также большой Караван-Сарадж. В то время Скопье был развитым городом и крупнейшим торговым центром на Балканах: 
Я объездил всю Румелию все эти годы, я видел много прекрасных городов, благословленных Богом, но ни один из них не впечатлил меня своей красотой, как райский город Ускюб, через который протекает река Вардар.
Этими словами, написанными 350 лет назад, турецкий писатель Дулгар Деде описал Скопье, восхищенный его появлением в середине XVII века. В рассказах о путешествиях всемирно известных путешественников того периода Скопье представлен как большой город с развитыми ремеслами и промышленностью, перекресток торговых путей из Белграда в Салоники, излюбленное место рынка для богатых торговцев из Дубровника, города с 700 кожевенными заводами.
Два века Скопье не мог оправиться от трагедии. После пожара население уменьшилось с 60 000 до 10 000 человек. Город восстанавливался очень медленно и так и не смог вернуть былое великолепие и значение XVII века. В течение следующих 200 лет это был маленький и неизвестный город до середины XIX века, когда торговля и ремесла вернулись и начали строиться новые здания. Строительство железной дороги Белград — Салоники в 1873 году, которая проходила через Скопье, также очень помогло в реконструкции и развитии.

## В искусстве
- «Piccolomini Firefighter» — песня македонского писателя Славко Яневского 1966 года[2].